# Maramureș

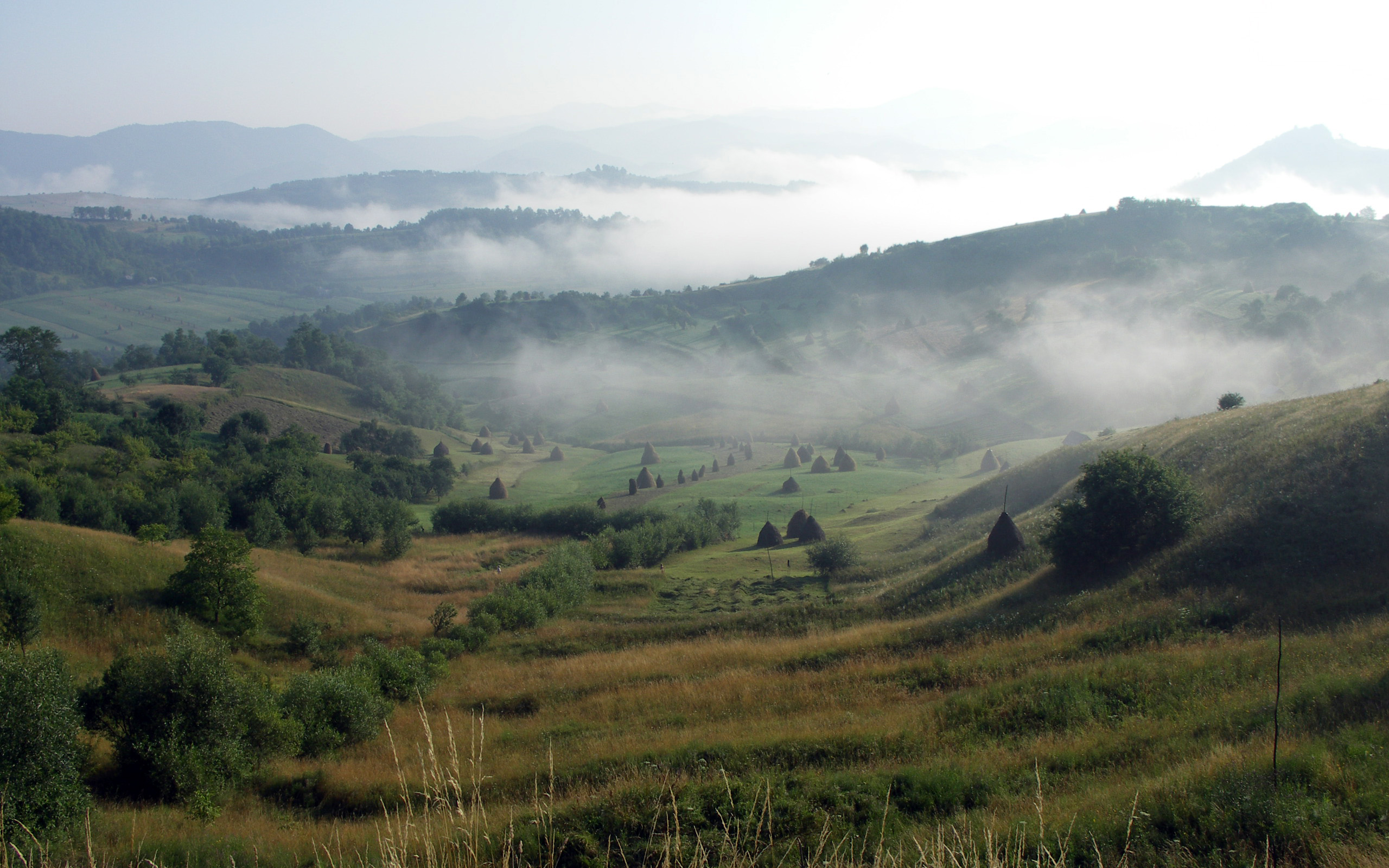
Izadalen, Maramureș.

Karta över Rumänien med det historiska landskapet Maramureș i gult.

Norra Maramureș (gult) som del av Transkarpatiens oblast i Ukraina.

Maramureș är en av Europas gränsregioner, delad mellan Rumänien i söder och Ukraina i norr. Namnet används idag för ett län i norra Rumänien, som förutom en tredjedel av den historiska regionen omfattar även andra områden i väst och sydväst.